# 上鎖的房間 (中國網劇)
上鎖的房間為中國大陸2019年網路劇，9月26日在优酷獨家播出。由日本貴志祐介的防犯偵探·榎本系列推理小說獨家授權IP之後全新創作劇情。

## 劇情
女刑警秦左漫因為一起飛機上的懸疑案與政法大学新聘请的安全偵查教授木夏相識，木夏陰陽怪氣但智商過人，加上脱线的“网红”新進小警察谭佑，三人連連破獲密室懸案的故事。
除第一集劇情採取致敬原著設計外，其餘案件為新創作。

## 演员
| 演员   | 角色   | 简介                 | 备注 |
| 金世佳 | 木夏   | 政法大学安全偵查教授 |      |
| 啜妮   | 秦左漫 | 桐江市公安局女刑警   |      |
| 陈奕龙 | 谭佑   | 桐江市公安局菜鳥刑警 |      |
| 赵圆圆 | 尚薇薇 | 桐江市公安局法醫科長 |      |
| 肖顺尧 | 李琰俊 | 反派大人物           |      |